# ア・アルノイア

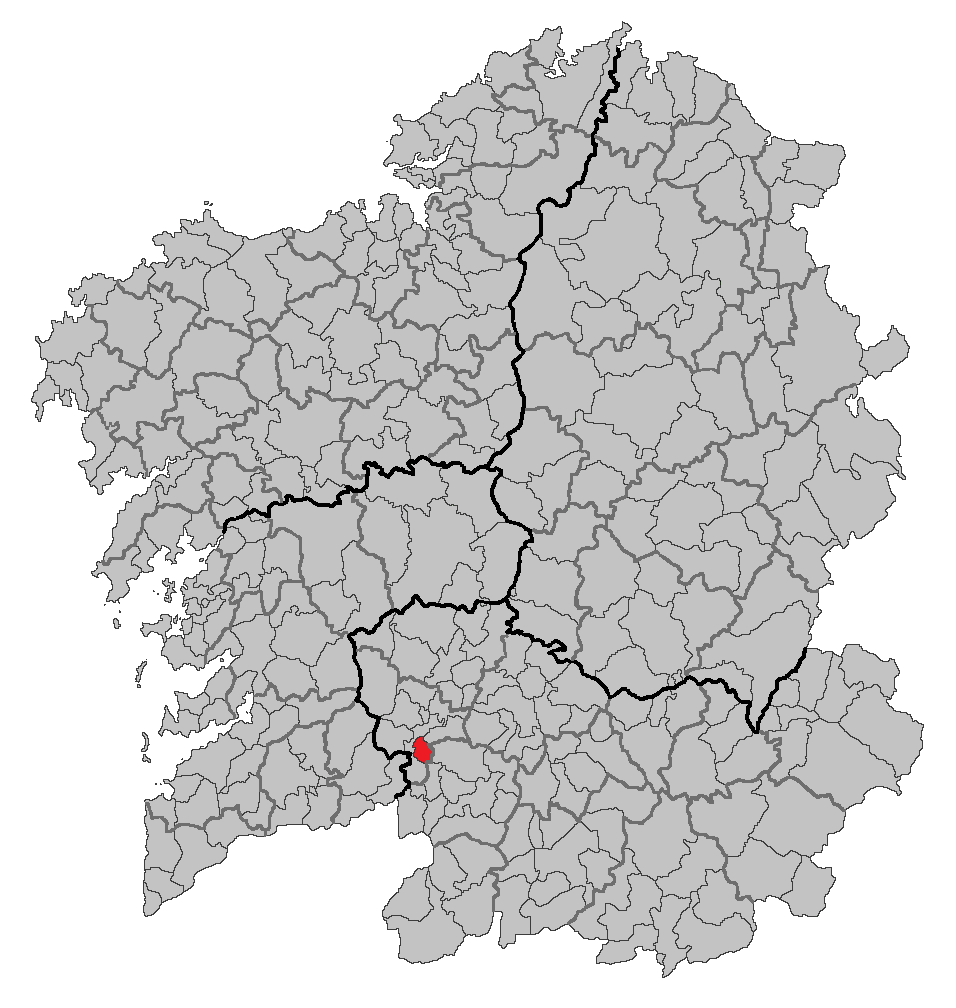

ア・アルノイア（A Arnoia）はスペイン、ガリシア州、オウレンセ県の自治体、コマルカ・ド・リベイロに属す。ガリシア統計局によると、2011年の人口は1,084人（2010年：1,091人）。住民呼称はarnoiao/-iá。カスティーリャ語表記は、定冠詞のないArnoya。
ガリシア語話者の自治体人口に占める割合は98.32%（2001年）。

## 地理
ア・アルノイアはオウレンセ県の西部に位置し、コマルカ・ド・リベイロに属する。北はカストレーロ・デ・ミーニョと、東はカルテージェと、南はゴメセンデとコルテガーダと、西から北にかけてはミーニョ川を挟んでリバダビアと隣接。自治体中心地区はオウテイロ・クルス地区。
ア・アルノイアはリバダビア司法管轄区に属す。

### 人口
住民は20の地区（集落）に分散している。
| ア・アルノイアの人口推移 1900－2010                     |
|                                                         |
| 出典:INE（スペイン国立統計局）1900年 - 1991年、1996年 - |

## 政治
自治体首長はガリシア国民党（PPdeG）のホセ・カミーロ・ファリーニャス（José Camilo Fariñas）、自治体評議員はガリシア国民党：6、ガリシア社会党（PSdeG-PSOE）：2、ガリシア民族主義ブロック（BNG）：1となっている（2011年5月22日の自治体選挙結果、得票順）。
| 1999年6月13日自治体選挙 |        |        |          |
| 政党                    | 得票数 | 得票率 | 獲得議席 |
| PPdeG                   | 849    | 71.17% | 7        |
| BNG                     | 214    | 17.94% | 1        |
| PSdeG-PSOE              | 123    | 10.31% | 1        |

| 2003年5月25日自治体選挙 |        |        |          |
| 政党                    | 得票数 | 得票率 | 獲得議席 |
| PPdeG                   | 817    | 69.89% | 7        |
| BNG                     | 227    | 19.42% | 2        |
| PSdeG-PSOE              | 110    | 9.41%  | 0        |

| 2007年5月27日自治体選挙 |        |        |          |
| 政党                    | 得票数 | 得票率 | 獲得議席 |
| PPdeG                   | 375    | 63.99% | 7        |
| PSdeG-PSOE              | 105    | 17.92% | 1        |
| BNG                     | 101    | 17.24% | 1        |

| 2011年5月22日自治体選挙 |        |        |          |
| 政党                    | 得票数 | 得票率 | 獲得議席 |
| PPdeG                   | 480    | 62.34% | 6        |
| PSdeG-PSOE              | 153    | 19.87% | 2        |
| BNG                     | 129    | 16.75% | 1        |

## 教区
ア・アルノイアは1つの教区によって構成されている。
- ア・アルノイア（サン・サルバドール）